# Marisa Tomei
Marisa Veriga Tomei  (Brooklyn, 4 de dezembro de 1964) é uma atriz estadunidense de origem italiana, vencedora do Oscar de melhor atriz coadjuvante pela atuação em Meu Primo Vinny (1992). Recentemente atuou como May Parker no Universo Marvel Cinematográfico, teve sua primeira aparição no filme Capitão América: Guerra Civil (2016), repetindo o papel em Homem-Aranha: De Volta ao Lar (2017), Vingadores: Ultimato (2019), Homem-Aranha: Longe de Casa (2019) e Homem-Aranha: Sem Volta para Casa (2021). 

## Início da vida
Nasceu em Brooklyn, Nova Iorque. Seu nome completo é Marisa Veriga Tomei, sendo Veriga, uma palavra em italiano equivalente a palavra virtuosa. Filha de Patricia Adelaide Bianchi, professora de inglês, e Gary A. Tomei, advogado, ambos descendentes de italianos. Tem um irmão que também é ator, Adam Tomei. Junto com seu irmão, foi criada parcialmente pelos avos paternos Rita e Romeo Tomei, no bairro de Brooklyn Midwood. Após graduar-se na Edward R. Murrow High School, ela frequentou a Universidade de Boston por um ano, transferindo-se para o New York University, em 1983, após conseguir um papel na novela As The World Turns, da CBS. Abandonou a faculdade, após cursar apenas um ano, para seguir carreira de atriz.

## Carreira

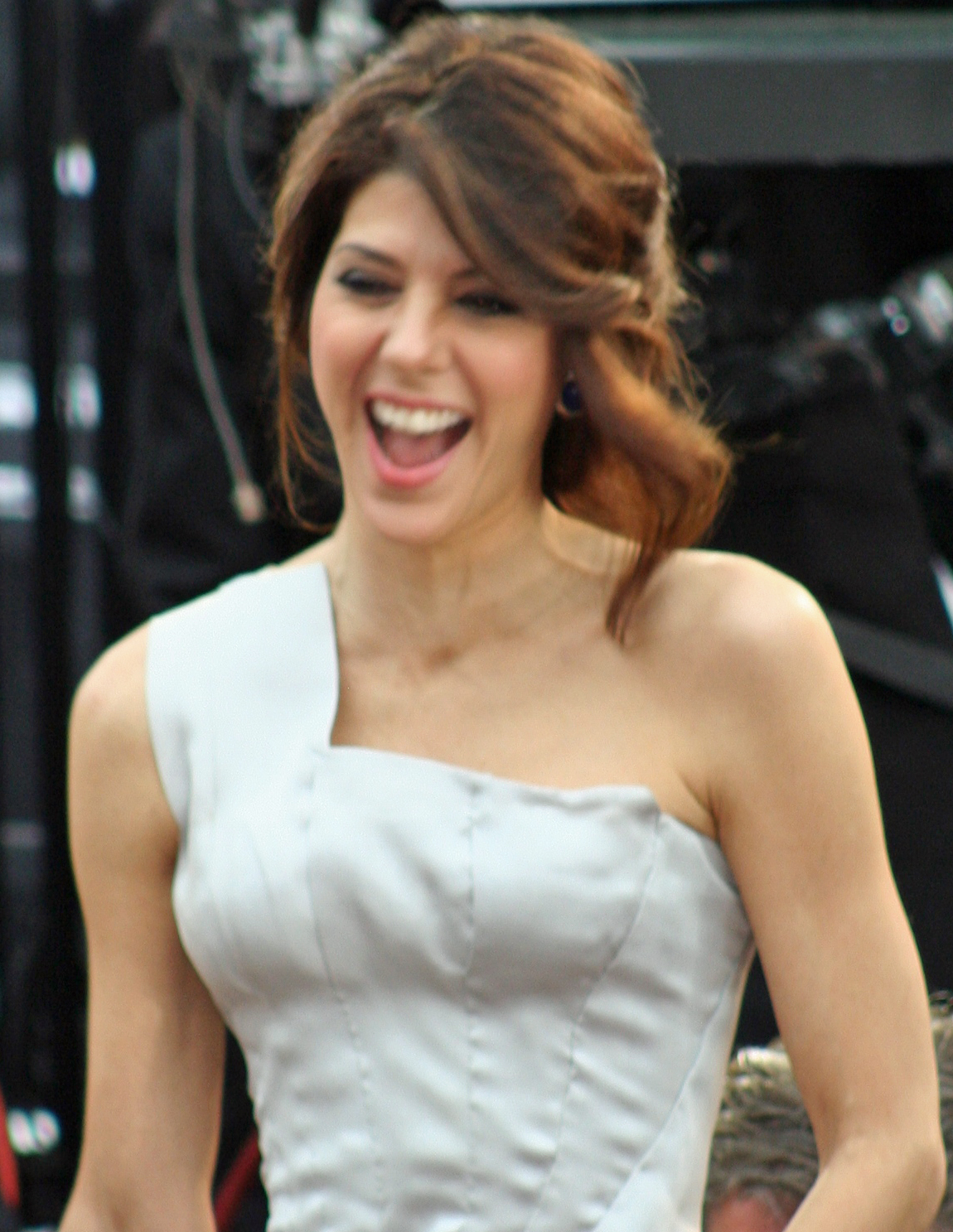
Marisa Tomei em 2009, na Premiação do Óscar daquele ano.

Sua estreia no cinema foi em 1984, numa pequena participação no filme The Flamingo Kid, estrelado por Matt Dillon, fez pequenas aparições ainda em The Toxic Avenger em 1985, Playing for Keeps em 1986 e Zandalee em 1991, seu primeiro papel de protagonista foi em 1991, quando atuou ao lado de Sylvester Stallone na comédia Oscar minha filha quer casar mas não foi bem recebido pela critica e Tomei foi indicada ao Framboesa de Ouro. Mas no ano seguinte prova seu valor quando tem uma atuação impecável na comédia My Cousin Vinny recebendo em 1993 Oscar de melhor atriz coadjuvante e o MTV Movie Awards atriz revelação. Foi protagonista ainda no drama Untamed Heart de 1993, O Jornal de 1994, Only You de 1994, The Perez Family de 1995, Happy Accidents de 2000. A partir de 2000 novamente começa se destacar primeiro na sua atuação em What Women Want de 2000, depois em Someone Like You de 2001 em que o diretor do filme Tony Goldwyn elogia sua atuação. 
| “ | "Marisa é, realmente, uma atriz fantástica, e também é uma ótima comediante. Eu sabia que ela daria muita profundidade ao papel" | ” |

Em 2001 Tomei brilha no elogiado In the Bedroom e novamente é indicada ao Oscar de melhor atriz coadjuvante e também ao Globo de ouro. Em Alfie de 2004 Tomei revela que estava muito nervosa e decidiu não ficar durante a exibição do filme. 
| “ | "Eu já tinha visto o filme uma vez e isso bastava. Eu fui a première e então saí para comer comida chinesa e depois voltei para a festa. | ” |

Em 2007, ela apareceu na comédia Wild Hogs ao lado de John Travolta, Tim Allen, William H. Macy e Martin Lawrence. O filme foi um enorme sucesso de bilheteria e foi um dos filmes de maior bilheteria de 2007. Ela também estrelou o Before the Devil Knows You're Dead co-estrelado por Philip Seymour Hoffman e Ethan Hawke. Este papel recebeu uma atenção extra, pois Tomei apareceu nua em cenas de amor com os dois Hoffman e Hawke. Em 2009 é indicada pela terceira vez ao Oscar de melhor atriz coadjuvante e segunda vez ao Globo de Ouro e pela primeira vez ao Bafta pelo filme The Wrestler em 2008, em que interpreta uma stripper, muito elogiado. Numerosos críticos anunciaram esta performance como um destaque em sua carreira.

### Teatro
Tomei também tem feito um trabalho considerável no teatro, inclusive assumindo o papel de liderança na Broadway em Wait Until Dark (1998) e Salomé (2003).

## Filmografia
| Ano  | Filme                                                 | Papel                      |
| ---- | ----------------------------------------------------- | -------------------------- |
| 1984 | The Flamingo Kid                                      | Mandy                      |
| 1985 | The Toxic Avenger                                     | Health Club Girl           |
| 1986 | Playing for Keeps                                     | Tracy                      |
| 1991 | Oscar                                                 | Lisa Provolone             |
| 1991 | Zandalee                                              | Remy                       |
| 1992 | My Cousin Vinny                                       | Mona Lisa Vito             |
| 1992 | Equinox                                               | Rosie Rivers               |
| 1992 | Chaplin                                               | Mabel Normand              |
| 1993 | Untamed Heart                                         | Caroline                   |
| 1994 | The Paper                                             | Martha Hackett             |
| 1994 | Only You                                              | Faith Corvatch             |
| 1995 | The Perez Family                                      | Dorita Evita Perez         |
| 1995 | Four Rooms                                            | Margaret                   |
| 1996 | Unhook the Stars                                      | Monica Warren              |
| 1997 | A Brother's Kiss                                      | Missy                      |
| 1997 | Welcome to Sarajevo                                   | Nina                       |
| 1998 | Slums of Beverly Hills                                | Rita Abromowitz            |
| 2000 | Happy Accidents                                       | Ruby Weaver                |
| 2000 | The Watcher                                           | Dr. Polly Beilman          |
| 2000 | What Women Want                                       | Lola                       |
| 2000 | King of the Jungle                                    | Det. Costello              |
| 2000 | Dirk and Betty                                        | Paris                      |
| 2001 | In the Bedroom                                        | Natalie Strout             |
| 2001 | Someone Like You                                      | Liz                        |
| 2002 | The Wild Thornberrys Movie                            | Bree Blackburn (voz)       |
| 2002 | Just a Kiss                                           | Paula                      |
| 2002 | The Guru                                              | Lexi                       |
| 2003 | Anger Management                                      | Linda                      |
| 2004 | Alfie                                                 | Julie                      |
| 2005 | Loverboy                                              | Sybil                      |
| 2005 | Marilyn Hotchkiss's Ballroom Dancing and Charm School | Meredith Morrison          |
| 2005 | Factotum                                              | Laura                      |
| 2006 | Danika                                                | Danika                     |
| 2007 | Grace Is Gone                                         | mulher na piscina          |
| 2007 | Wild Hogs                                             | Maggie                     |
| 2007 | Before the Devil Knows You're Dead                    | Gina Hanson                |
| 2008 | War, Inc.                                             | Natalie Hegalhuzen         |
| 2008 | The Wrestler                                          | Cassidy                    |
| 2010 | Cyrus                                                 | Molly                      |
| 2011 | Crazy, Stupid, Love.                                  | Kate                       |
| 2011 | The Ides of March                                     | Ida Horowicz               |
| 2011 | The Lincoln Lawyer                                    | Margaret McPherson         |
| 2012 | Inescapable                                           | Fatima                     |
| 2012 | Parental Guidance                                     | Alice Simmons              |
| 2014 | Love Is Strange                                       | Kate Hull                  |
| 2014 | The Rewiter                                           | Holly Carpenter            |
| 2014 | Loitering with Intent                                 | Gigi                       |
| 2015 | Spare Parts                                           | Gwen Kolinsky              |
| 2015 | Trainwreck                                            | Dona de Cachorro           |
| 2015 | Love the Coopers                                      | Emma                       |
| 2015 | The Big Short                                         | Cynthia Baum               |
| 2016 | Captain America: Civil War                            | May Parker/Tia May         |
| 2017 | Homem-Aranha - De Volta ao Lar                        | May Parker/Tia May         |
| 2018 | A Primeira Noite de Crime                             | Dr. May Update/A Arquiteta |
| 2018 | Behold My Heart                                       | Margaret Lang              |
| 2019 | Vingadores: Ultimato                                  | May Parker/Tia May         |
| 2019 | Homem-Aranha - Longe de Casa                          | May Parker/Tia May         |
| 2021 | Homem-Aranha: Sem Volta para Casa                     | May Parker/Tia May         |
| 2022 | Delia's Gone                                          | Fran                       |
| 2023 | She Came to Me                                        | Katrina Trento             |
| 2024 | Upgraded                                              | Claire DuPont              |
| 2024 | High Tide                                             | Miriam                     |

## Prêmios e indicações

### Oscar
| Ano  | Categoria                | Filme           | Resultado |
| ---- | ------------------------ | --------------- | --------- |
| 1993 | Melhor Atriz Coadjuvante | My Cousin Vinny | Venceu    |
| 2002 | Melhor Atriz Coadjuvante | In the Bedroom  | Indicado  |
| 2009 | Melhor Atriz Coadjuvante | The Wrestler    | Indicado  |

### BAFTA
| Ano  | Categoria                | Filme        | Resultado |
| ---- | ------------------------ | ------------ | --------- |
| 2009 | Melhor Atriz Coadjuvante | The Wrestler | Indicado  |

### Globo de Ouro
| Ano  | Categoria                          | Filme          | Resultado |
| ---- | ---------------------------------- | -------------- | --------- |
| 2002 | Melhor Atriz Coadjuvante em Cinema | In the Bedroom | Indicado  |
| 2009 | Melhor Atriz Coadjuvante em Cinema | The Wrestler   | Indicado  |

### Independent Spirit Awards
| Ano  | Categoria                | Filme                              | Resultado |
| ---- | ------------------------ | ---------------------------------- | --------- |
| 2008 | Melhor Atriz Coadjuvante | Before the Devil Knows You're Dead | Indicado  |

### MTV Movie Awards
| Ano  | Categoria                           | Filme           | Resultado |
| ---- | ----------------------------------- | --------------- | --------- |
| 1993 | Atriz revelação                     | My Cousin Vinny | Venceu    |
| 1994 | Melhor Beijo (com Christian Slater) | Untamed Heart   | Venceu    |